# In die grote stad Zaltbommel
In die grote stad Zaltbommel, ook bekend als het Bommelse lied, is een Nederlandstalig kampliedje dat in het interbellum voor het eerst op schrift werd gezet, hoewel de melodie ouder is. De tekstdichter en componist zijn onbekend.

## Inhoud
De tekst van het lied probeert op een humoristische manier te verklaren waarom de kerktoren van Zaltbommel geen spits heeft. Er is een watersnood, waarbij vele mensen verdrinken en diverse anderen zich op vreemde manieren drijvend proberen te houden. Daartussen drijft de torenspits, zoals blijkt uit het refrein:

En te midden van die(n) rommel, rommel

Dreef de torenspits van Bommel, Bommel

En te midden van die(n) rommel, rommel

Dreef de torenspits in 't rond.

In werkelijkheid is de torenspits in 1696 afgebrand.
Het lied maakt gebruik van call and response, waarbij de luisteraars het laatste woord van elke vrouwelijke regel mogen herhalen. De melodieën van het couplet en het refrein zijn ritmisch gelijk; beide laten zich met twee keer een eenvoudige I-IV-V-I-progressie begeleiden.

## Oorsprong
Een lied met ongeveer deze tekst (inc. In de groote Koopstad Bommel) duikt voor het eerst op als nummer 658 uit de collectie Hichtum, een verzameling volksliederen in handschrift aangelegd tussen 1904 en 1938. Volgens de samenstelster is het liedje afkomstig uit Overijssel (dus niet uit Zaltbommel of omgeving). Een wijsaanduiding wordt daar niet gegeven; het lijdt echter onder muziekwetenschappers geen twijfel dat het om hetzelfde lied gaat. Rond 1930 komt het lied voor het eerst in gedrukte bronnen voor, en wel de zangbundels 't Kamplied, Tjoep Tjoep en Zangzaad voor kampeerders. Er wordt ook gezegd dat het lied oorspronkelijk in een bundel genaamd Het Kampvuur stond; het bestaan van deze bundel staat niet vast. Later wordt het onder meer opgenomen in de gelijknamige bundel van Jacques Klöters. Ook is het lied weleens bij veldwerk opgetekend.
De tekst lijkt geïnspireerd op het Duitse lied In der großen Seestad Leipzig, een negentiende-eeuws Duits liedje waarin een watersnood in Leipzig wordt beschreven.
De melodie is identiek aan het Zuid-Afrikaanse liedje Wanneer kom ons troudag Gertjie, dat in 1913 voor het eerst in Nederland werd uitgebracht en daarom waarschijnlijk ouder is dan het Bommelse lied. Ook vertoont ze overeenkomsten met Just before the battle, mother, een lied uit de Amerikaanse Burgeroorlog; de melodie is er echter niet identiek mee.